# Urophyllum arboreum
Urophyllum arboreum är en måreväxtart som först beskrevs av Caspar Georg Carl Reinwardt och Carl Ludwig von Blume, och fick sitt nu gällande namn av Pieter Willem Korthals. Urophyllum arboreum ingår i släktet Urophyllum och familjen måreväxter. Inga underarter finns listade i Catalogue of Life.